# 1701 v. Chr.
Portal Geschichte | Portal Biografien | Aktuelle Ereignisse | Jahreskalender | Tagesartikel

◄ |
19. Jahrhundert v. Chr. |
18. Jahrhundert v. Chr. |
17. Jahrhundert v. Chr. |
►

1690er v. Chr. |
1680er v. Chr. |
►

1701 v. Chr. |
1700 v. Chr. |
1699 v. Chr. |
1698 v. Chr. |
► |
►►

## Gestorben

### Genaues Datum unbekannt
- Jarim-Lim I., König von Jamchad (* im 18. Jahrhundert v. Chr.)